# Adobe XD
Adobe XD ist eine vektorbasierte Grafiksoftware zum Entwurf von grafischen Benutzeroberflächen für Web-Apps und Mobile Apps. Adobe XD wurde vom Unternehmen Adobe Inc. entwickelt und ist für macOS und Windows verfügbar. Für iOS und Android gab es eine mobile App zum Betrachten der Ergebnisse. Adobe XD unterstützt das Wireframing von Websites und das Erstellen einfacher, immersiver, interaktiver Click-through-Prototypen.

## Geschichte und Entwicklung
Auf der Adobe MAX-Konferenz im Oktober 2015 gab Adobe erstmals bekannt, dass sie unter dem Namen Project Comet ein neues Tool für das Design und die Prototypenentwicklung von Benutzeroberflächen entwickeln.  Im März 2016 wurde die erste Beta-Version unter dem Namen Experience Design CC veröffentlicht. Im Oktober 2017 verließ das Produkt den Beta-Status und trug nun den Namen Adobe XD.
Nachdem Adobe im September 2022 bekannt gegeben hatte, das Konkurrenzprodukt Figma aufzukaufen, wird Adobe XD seit Mai 2023 nicht mehr als eigenständiges Produkt vertrieben, sondern ist nur noch als Bestandteil des „Alle Applikationen“-Pakets erhältlich.
Obwohl die Übernahme von Figma im Dezember 2023 abgesagt wurde erhält Adobe XD trotzdem nur noch Sicherheitsupdates und Fehlerbehebungen, wird aber nicht mehr aktiv weiterentwickelt.

## Funktionen
Adobe XD erstellte grafische Benutzeroberflächen für Mobil- und Webanwendungen. Viele Funktionen in XD waren in anderen Adobe-Anwendungen wie Illustrator oder Photoshop bisher entweder nur schwer oder gar nicht verfügbar.